# Grote Nederlandse Larousse Encyclopedie

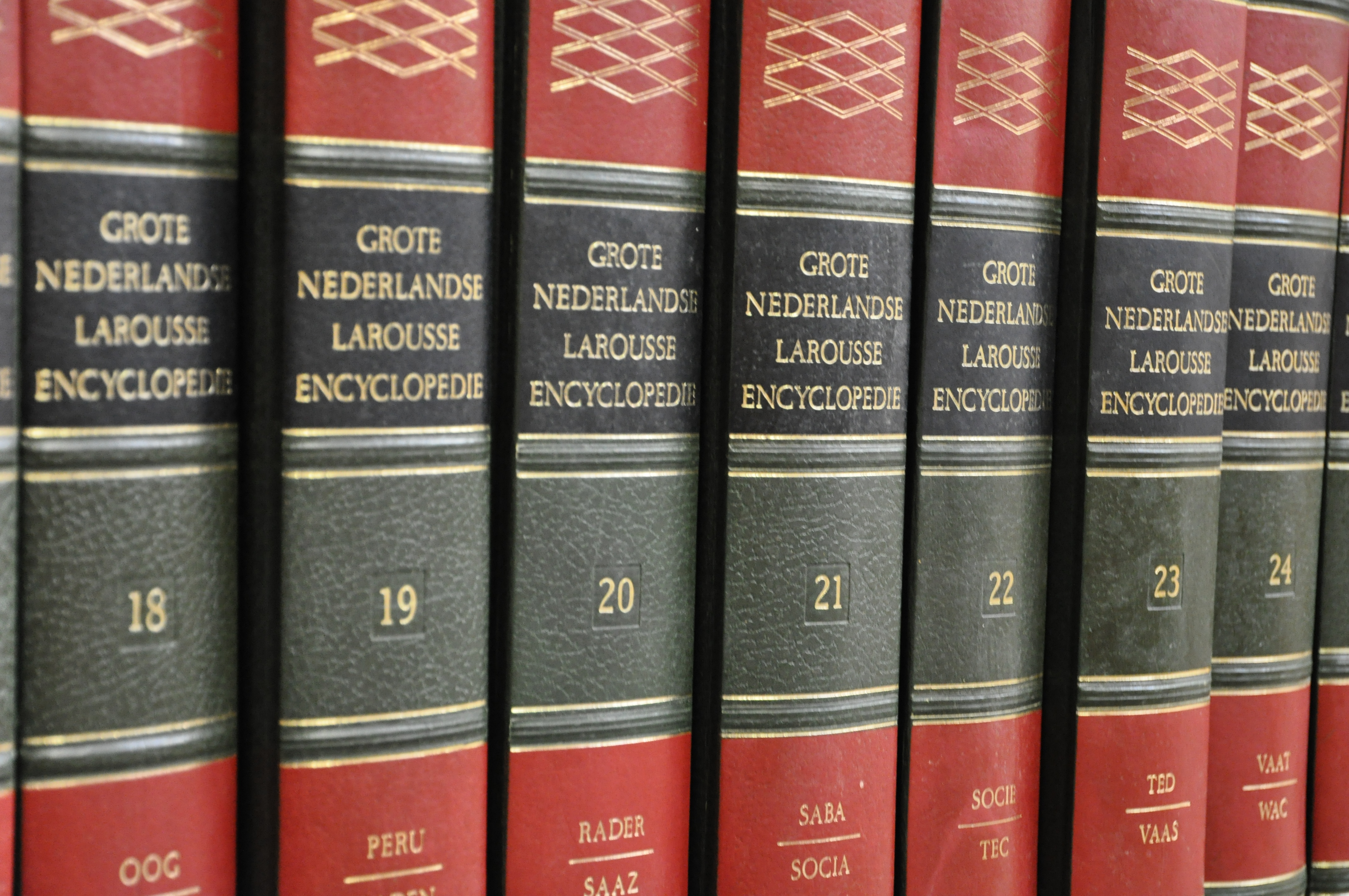
Grote Nederlandse Larousse Encyclopedie

De Grote Nederlandse Larousse Encyclopedie, kortweg de GNLE, is een Nederlandse encyclopedie die van 1972-1979 in 25 delen is verschenen. De encyclopedie was gebaseerd op de Franse, tiendelige Grand Larousse encyclopédique. Het project van de uitgeverij Heideland-Orbis te Hasselt was uitgebreider dan zijn voorbeeld, en ook omvangrijker dan de toen bestaande Nederlandse encyclopedieën van Winkler Prins en Oosthoek. Door de samenwerking met de uitgeverij van de Larousse kon men een beroep doen op de uitgebreide knowhow van de Franse encyclopedie die werd aangevuld door Nederlandse en Belgische experts.
Het werk telde een half miljoen woordbetekenissen ondergebracht in ongeveer 250 000 trefwoorden, 1066 rubrieken gegroepeerd in 20 disciplines, 8000 literaire citaten, 52.000 illustraties, 1200 geografische en thematische kaarten en 40.000 literatuurverwijzingen. Voorts was een volledige medische encyclopedie opgenomen, alsmede het woordenboek van Koenen-Endepols. Ook een aparte atlas maakte deel uit van de reeks.
Door de ontwikkeling van nieuwe media voor massaopslag is het wat de Grote Nederlandse Larousse betreft bij een eenmalige editie gebleven.
- Grote Nederlandse Larousse Encyclopedie. Samenstellers: L. Nagels en L. Vandeschoor. 25 dln. A-Z 1972-79. Atlas, 1979.4 supplementen 1980, 1983, 1991, 2002. 's-Gravenhage: Scheltens en Giltay (vanaf dl. 17: Hasselt: Heideland-Orbis / 's-Gravenhage: Scheltens en Giltay).